# Libnotes (Goniodineura) perparvuloides
Libnotes (Goniodineura) perparvuloides is een tweevleugelige uit de familie steltmuggen (Limoniidae). De soort komt voor in het Oriëntaals gebied.